# Enicospilus bunoh
Enicospilus bunoh là một loài tò vò trong họ Ichneumonidae.